# Mestna hiša, Kolombo
Mestna hiša v Kolombu je sedež mestnega sveta občine in urad župana Kolomba. Stoji pred parkom Viharamahadevi v Kolombu na Šrilanki in je sedež izvoljenega občinskega sveta.
Leta 1921 je ugledni škotski mestni načrtovalec profesor Patrick Geddes priporočil, da bi moral Svet zgraditi veliko osrednjo in dostojanstveno občinsko stavbo, kjer bi se namestil svet, javna sprejemna dvorana, županova pisarna in javna knjižnica. Potreba po javni knjižnici v Kolombu je bila obravnavana s humanitarnim darovanjem stavbe dr. W. Arthurja Silva leta 1925. Ta stavba, Sirinivasa, je zdaj uradna rezidenca župana.
Leta 1922 je občinski svet v Kolomba organiziral mednarodni natečaj za arhitekturno oblikovanje, novembra istega leta pa prejel 32 predlogov. Nagrajeni načrt je pripravil S. J. Edwards, arhitekturno podjetje Ralph Booty & Co. Ob podelitvi nagrade je vladni arhitekt iz Cejlonskega oddelka za javna dela, Austin Woodeson napisal:
»Stavbe so čudovito postavljene v prostor, gospodarska poslopja so precej odročna, vendar zelo dostopna. Glavna stavba izstopa in bo privlačna iz vseh zornih kotov. Povezovalne ceste so dobro razporejene. Detajli in načrti so odlično izrisani in v umetniški maniri ilustrirajo najbolj presenetljivo in učinkovito obliko. V pritličju so hodniki preprosti, neposredni in dobro osvetljeni. Splošna razporeditev oddelkov in prostorov je odlična in najprimernejša za dostop, obtok in medsebojno prenosljivost za javnost in osebje. V zgornjih nadstropjih so pisarne čudovito urejene. Dvorana sveta je veličastna, z veliko prostora za javnost, ki je na voljo na visoki galeriji. Predlog za to zasnovo dobi številne ugodne točke, saj so višine zelo dostojne in prefinjene. Pogled v perspektivi kaže zelo impresivno skupino stavb, ki so okronane s kupolo in stolpom v dobrem razmerju. Podrobnosti in načrti so odlično sestavljeni in ilustrirajo v umetniškem načinu najbolj presenetljiv in učinkovit dizajn.« 
Temeljni kamen za mestno hišo je bil postavljen 24. maja 1924, postavil ga je župan Kolomba, Thomas Reid. Gradnjo stavbe je izvedla družba A. A. Gammon & Co, štiri leta kasneje, 9. avgusta 1928 pa je novo stavbo formalno otvoril guverner sir Herbert Stanley. Stroške nove mestne hiše so v veliki meri pokrili s prihodki, ki jih je ustvaril Svet, ne da bi vzeli posojilo od centralne vlade in finančna sredstva občine so se že kmalu vrnila.

## Arhitekturaa
Edwardsovo oblikovanje močno temelji na neoklasicističnem slogu stavbe Kapitola  Pierra Charlesa L'Enfanta v Washington, D.C.
Dvorana Sveta se nahaja v središču bloka v prvem nadstropju in je nadgrajena s kupolo. Na vsaki strani in na vzdolžni osi je odprto dvorišče, ki ga v različnih nadstropjih obdajajo različni oddelki sveta. Glavni vhod in stopnišče v dvorano se nahajata v središču sprednje fasade, gledata neposredno na park Viharamahadevi, pri čemer sta dva vhoda za osebje na dveh oddaljenih kotih fasade zadaj. Glavni vhod ima šest korintskih stebrov, šest jih je na vsaki strani spredaj in deset stebrov na obeh straneh stavbe. Stebri so visoki 11,6 m. Stavba je dolga 108 m in široka 51,3 m, celotna višina stavbe je enaka širini.
Čeprav je bila prvotna zasnova precej spremenjena, ima stavba še vedno nekaj lastnosti, ki se jih sodobne prenove niso dotaknile. Dvorana sveta in pohištvo, vključno s prvotnimi svetilkami, so še vedno nedotaknjeni. Vsa vrata in okna stavbe so izvirna, pa tudi okrasne svetilke na stopnišču, ki vodijo do drugega nadstropja v preddverju.